# Rhinella mirandaribeiroi
Espèce
Synonymes
- Bufo granulosus mirandaribeiroi Gallardo, 1965
- Bufo granulosus lutzi Gallardo, 1965

Rhinella mirandaribeiroi est une espèce d'amphibiens de la famille des Bufonidae.

## Répartition
Cette espèce se rencontre dans le Cerrado et en Amazonie :
- au Brésil dans les États du Minas Gerais, de Bahia, du Piauí, du Maranhão, du Pará, de l'Amazonas, du Rondônia, du Mato Grosso, du Mato Grosso do Sul ;
- en Bolivie dans le département de Santa Cruz.

## Description
Les mâles mesurent de 50 à 52,5 mm et les femelles de 47,5 à 62 mm.

## Étymologie
Cette espèce est nommée en l'honneur d'Alípio de Miranda-Ribeiro.

## Publication originale
- Gallardo, 1965 : The species Bufo granulosus Spix (Salientia: Bufonidae) and its geographic variation. Bulletin of the Museum of Comparative Zoology, vol. 134, no 4, p. 107-138 (texte intégral).